# 穆罕默迪耶
穆罕默迪耶（阿拉伯语：‎，羅馬化：Mohammédia）是摩洛哥西岸大卡薩布蘭卡大區的港口城市，位於達爾貝達東北15英哩（24公里）的大西洋東岸，受地中海氣候影響。城內設有摩洛哥重要的煉油廠，2004年人口數為188,619。

## 友好城市
- 比利时根特
- 法國貝爾福

## 外部連結
- 穆罕默迪耶歷史(法語) （页面存档备份，存于）

33°41′N 7°23′W / 33.683°N 7.383°W